# Lista premierów Cesarstwa Korei

## PremierzyCesarstwa Koreańskiego
- Pak Yong-hyo (1895)
- Pak Che-sun (1895) (1 raz)
- Kim Hong-jip (1895–1896)
- Han Kyu-sol (1896) (1 raz)
- Yi Won-yong (1896) (1 raz)
- Yong Yong-sun (1897)
- Yu Kui-hwan (1898) (tymczasowo)
- Shin Ki-sun (1899–1901)
- Yong Yong-sun (1901–1903)
- Yi Kum-myong (1904)
- Han Kyu-sol (1905) (2 raz)
- Pak Che-sun (1905–1907) (2 raz)
- Yi Won-yong (1907–1909) (2 raz)
- Pak Che-sun (1909–1910) (3 raz)
- Yi Won-yong (1910) (3 raz)